# El hueco de Tristán Boj
El hueco de Tristán Boj es un cortometraje del año 2008, dirigido por Paula Ortiz y rodado en Zaragoza, Aragón, España.

## Sinopsis
La historia habla sobre las cosas que tenemos que dejar en nuestra vida si queremos seguir adelante con ella, nos hace replantear las expectativas que tenemos para nuestro futuro y los deseos tan anhelados que queremos conseguir, gracias a unas cuidadas escenas donde se muestran varias marionetas.
Todo comienza cuando un niño se acerca al escaparate de una juguetería y ve en el un hermoso y flamante avión de maqueta. Sin dudarlo un segundo, entra a la tienda y le pide al dueño su tan deseado juguete, pero este le niega su venta ya que esa avioneta no es para el. Aquí comienza la reflexión sobre esas cosas que debemos dejar a un lado en la vida para alcanzar nuestras metas y objetivos.

## Reparto
- Álex Angulo
- Jorge Rodríguez Gascón
- Luisa Gavasa, como narradora.
- Goretti Mora
- Helena Millán, como titiritera.

## Premios

### 2008
- Semana del Cine y de la Imagen de Fuentes de Ebro (SCIFE) - Fran Fernández-Pardo - Mejor dirección de fotografía
- Festival de Dos Hermanas (Sevilla) - Mejor montaje